# غلوريا يونيون
غلوريا يونيون (بالإنجليزية: Gloria Union)‏ هي لعبة فيديو تقمص أدوار تكتيكية طوتها ستينغ ونشرتها أتلس، صدرت في 23 يونيو 2021 وتعمل على أنظمة بلاي ستيشن بورتبل، أندرويد، آي أو إس ونينتندو سويتش.
وقد حصلت اللعبة على تقييم 4.4 على جوجل بلاي.

## وصلات خارجية
- الموقع الرسمي